# Lanzoprazol
Lanzoprazol je inhibitor protonske pumpe.

## Farmakoterapijska skupina i djelovanje
Lanzoprazol sprječava djelovanje protonske pumpe u parijetalnoj stanici želučane sluznice, tj. enzima H+K+-ATP-aze koja katalizira zadnji stupanj u nastanku želučane kiseline. Na taj način sprečava bazalno i stimulirano izlučivanje želučane kiseline. Stupanj inhibicije ovisi o dozi i trajanju liječenja. Već jednokratna doza od 30 mg smanjuje izlučivanje kiseline za 70 do 90%. Djelovanje nastupa 1 do 2 sata nakon uzimanja lijeka i traje duže od 24 sata.

## Terapijske indikacije
- ulkus dvanaesnika.
- benigni želučani ulkus.
- refluksna bolest jednjaka.
- Zollinger-Ellisonov sindrom.
- druga stanja s patološki povećanim izlučivanjem želučane kiseline.
- eradikacija Helicobacter pylori.

## Kontraindikacije
Preosjetljivost na lijek.

## Mjere opreza
Prije propisivanja lansoprazola treba isključiti maligni proces želuca i jednjaka. Starijim bolesnicima nije potrebno prilagođavati dozu. Neškodljivost primjene u djece još nije potvrđena. Bolesnicima s jetrenom insuficijencijom ili smanjenom bubrežnom funkcijom ne smijemo dati više od 30 mg lanzoprazola na dan.

## Interakcije
Moguće su interakcije s lijekovima koji se metaboliziraju u jetri. Izlučivanje diazepama, fenitoina, teofilina, peroralnih kontraceptiva i peroralnih antikoagulansa može biti usporeno. Tijekom liječenja lanzoprazolom antacidi obično nisu potrebni. Ako ih bolesnik ipak treba, neka ih uzme jedan sat prije ili poslije lanzoprazola jer mogu smanjiti njegovu apsorpciju.

## Trudnoćaidojenje
Neškodljivost uzimanja lanzoprazola tijekom trudnoće još nije pouzdano ustanovljena. Trudnice ga ne smiju uzimati u prva tri mjeseca trudnoće, dok je u drugom i trećem trimestru uzimanje dozvoljeno samo kada očekivana korist opravdava rizik. (C) Majke tijekom liječenja ne smiju dojiti.

## Doziranje
Iako hrana ne utječe bitno na apsorpciju lanzoprazola, preporučujemo uzimanje natašte.
- ulkus dvanaesnika: 30 mg ujutro ili navečer, liječenje traje 2 do 4 tjedna
- benigni želučani ulkus:	 30 mg, liječenje traje 4 do 8 tjedana
- ulkusi otporni na blokatore H2-receptora: 30 do 60 mg ujutro ili navečer, liječenje traje 8 do 12 tjedana
- refluksna bolest jednjaka: 30 do 60 mg ujutro ili navečer, liječenje traje 4 do 8 tjedana
- Zollinger-Ellisonov sindrom: individualno prilagođavanje doze tako da bazalno izlučivanje kiseline nije veće od 10 mmol/h
- eradikacija Helicobacter pylori: 30 mg ujutro i 30 mg navečer; liječenje traje 7 do 14 dana u kombinaciji s antibioticima

## Predoziranje
Slučajevi predoziranja lanzoprazola u ljudi nisu poznati. Ako bolesnik uzme preveliku dozu lijeka, potrebno je simptomatsko liječenje i nadzor.

## Nuspojave
Mogu se javiti proljev, mučnina ili zatvor (9%), glavobolja (4,7%), kožni osip (1,7%), rijetko vrtoglavica i znakovi bolesti dišnih putova (faringitis, rinitis, kašalj).